# Chrysina ericsmithi
Chrysina ericsmithi är en skalbaggsart som beskrevs av Jorge Sierra och María J. Cano 1999. Chrysina ericsmithi ingår i släktet Chrysina och familjen Rutelidae. Inga underarter finns listade i Catalogue of Life.